# Hulua
Hulua is een geslacht van spinnen uit de  familie van de Desidae.

## Soorten
- Hulua convoluta Forster & Wilton, 1973
- Hulua manga Forster & Wilton, 1973
- Hulua minima Forster & Wilton, 1973
- Hulua pana Forster & Wilton, 1973